# السفارة السعودية في تشيلي
سفارة المملكة العربية السعودية في جمهورية تشيلي، هي بعثة دبلوماسية سعودية تقع في العاصمة التشيلية سانتياغو ويترأس البعثة سفير خادم الحرمين الشريفين مانع بن سعد الخامسي. عنوان السفارة: شارع إل الكالدي 15, مكتب 704 لاس كوندس، سانتياغو, تشيلي.

## وصلات خارجية
- موقع سفارة المملكة العربية السعودية السعودية في جمهورية تشيلي
- وزارة الخارجية السعودية (بالعربية)
- Ministry of Foreign Affairs of Kingdom of Saudi Arabia (بالإنجليزية)